# Élections législatives de 1885 dans les Deux-Sèvres
 (avril 2021).
Si vous disposez d'ouvrages ou d'articles de référence ou si vous connaissez des sites web de qualité traitant du thème abordé ici, merci de compléter l'article en donnant les références utiles à sa vérifiabilité et en les liant à la section « Notes et références ».
Les élections législatives de 1885 ont eu lieu les 4 et 18 octobre.

## Députés élus
|   | Député élu         |  | Groupe parlementaire |
| - | ------------------ |  | -------------------- |
| 1 | Amédée de La Porte |  | Gauche radicale      |
| 2 | Antonin Proust     |  | Union des gauches    |
| 3 | Henri Giraud       |  | Union des gauches    |
| 4 | Camille Jouffrault |  | Gauche radicale      |
| 5 | Louis Ganne        |  | Centre gauche        |

## Résultat départemental

### Moyenne par liste
| Listes         | Listes             | Premier tour | Premier tour | Deuxième tour | Deuxième tour | Sièges |
| Listes         | Listes             | Voix         | %            | Voix          | %             | Sièges |
| -------------- | ------------------ | ------------ | ------------ | ------------- | ------------- | ------ |
|                | Liste républicaine | 42 073       | 49,64        | 44 783        | 51,09         | 5      |
|                | Liste monarchiste  | 41 448       | 48,90        | 42 109        | 48,04         | 0      |
|                |                    |              |              |               |               |        |
| Inscrits       | Inscrits           | 103 121      | 100,00       | 103 121       | 100,00        | 5      |
| Votants        | Votants            | 85 358       | 82,77        | 88 018        | 85,35         |        |
| Abstention     | Abstention         | 17 763       | 17,23        | 15 103        | 14,65         |        |
| Blancs et nuls | Blancs et nuls     | 597          | 0,70         | 360           | 0,41          |        |
| Exprimés       | Exprimés           | 84 761       | 99,30        | 87 658        | 99,59         |        |

### Par candidats
| Candidat       | Candidat                    | Tendance                 | Premier tour | Premier tour | Deuxième tour | Deuxième tour |
| Candidat       | Candidat                    | Tendance                 | Voix         | %            | Voix          | %             |
| -------------- | --------------------------- | ------------------------ | ------------ | ------------ | ------------- | ------------- |
|                | Amédée de La Porte          | Républicain modéré       | 42 772       | 50,46        |               |               |
|                | Antonin Proust              | Républicain radical      | 42 443       | 50,07        |               |               |
|                | Henri Giraud                | Républicain modéré       | 42 193       | 49,78        | 45 066        | 51,41         |
|                | Camille Jouffrault          | Républicain radical      | 41 798       | 49,31        | 44 542        | 50,81         |
|                | Louis Ganne                 | Républicain conservateur | 41 161       | 48,56        | 44 742        | 51,04         |
|                |                             |                          |              |              |               |               |
|                | Pierre Proust               | Monarchiste              | 41 593       | 49,07        | 42 386        | 48,35         |
|                | Paul Taudière               | Monarchiste              | 41 581       | 49,06        |               |               |
|                | Julien de La Rochejaquelein | Monarchiste              | 41 516       | 48,98        | 41 889        | 47,79         |
|                | Louis Germain               | Bonapartiste             | 41 567       | 49,04        | 42 051        | 49,61         |
|                | Armand Petiet               | Bonapartiste             | 40 981       | 48,35        |               |               |
|                |                             |                          |              |              |               |               |
| Inscrits       | Inscrits                    | Inscrits                 | 103 121      | 100,00       | 103 121       | 100,00        |
| Votants        | Votants                     | Votants                  | 85 358       | 82,77        | 88 018        | 85,35         |
| Abstention     | Abstention                  | Abstention               | 17 763       | 17,23        | 15 103        | 14,65         |
| Blancs et nuls | Blancs et nuls              | Blancs et nuls           | 597          | 0,70         | 360           | 0,41          |
| Exprimés       | Exprimés                    | Exprimés                 | 84 761       | 99,30        | 87 658        | 99,59         |